# Jersambromyia
Jersambromyia – wymarły rodzaj owadów z rzędu muchówek i rodziny kobyliczkowatych, obejmujący tylko jeden znany gatunek: Jersambromyia borodini.
Rodzaj i gatunek opisane zostały w 1999 roku przez Davida A. Grimaldiego i Jeffreya M. Cumminga. Opisu dokonano na podstawie inkluzji samca, pochodzącej z turonu w kredzie. Odnaleziono ją w stanie New Jersey w USA.
Muchówka ta miała ciało długości 3,5 mm przy tułowiu szerokości 1,31 mm. Głowa miała duże, holoptycznie rozstawione oczy o zróżnicowanych rozmiarami omatidiach między częścią dolną a górną. Biczyk czułka miał drugi i trzeci człon aristowaty, przy czym drugi był bardzo mały. Narządy gębowe były wystające, o nabrzmiałym nadustku. Użyłkowanie skrzydła charakteryzowało się krótkim odcinkiem rozwidlonym żyłki radialnej R4+5, zaczynającym się wyraźnie za tylnym brzegiem komórki dyskoidalnej. Druga odnoga przedniej żyłki kubitalnej spotykała pierwszą żyłkę analną tuż przed krawędzią skrzydła.